# Teoria au-au
Uma teoria au-au (em inglês, bow-wow theory) é qualquer uma das teorias de vários estudiosos, incluindo Jean-Jacques Rousseau e Johann Gottfried Herder, sobre as origens especulativas da linguagem humana, a partir de onomatopeias conforme cada comunidade linguística. 

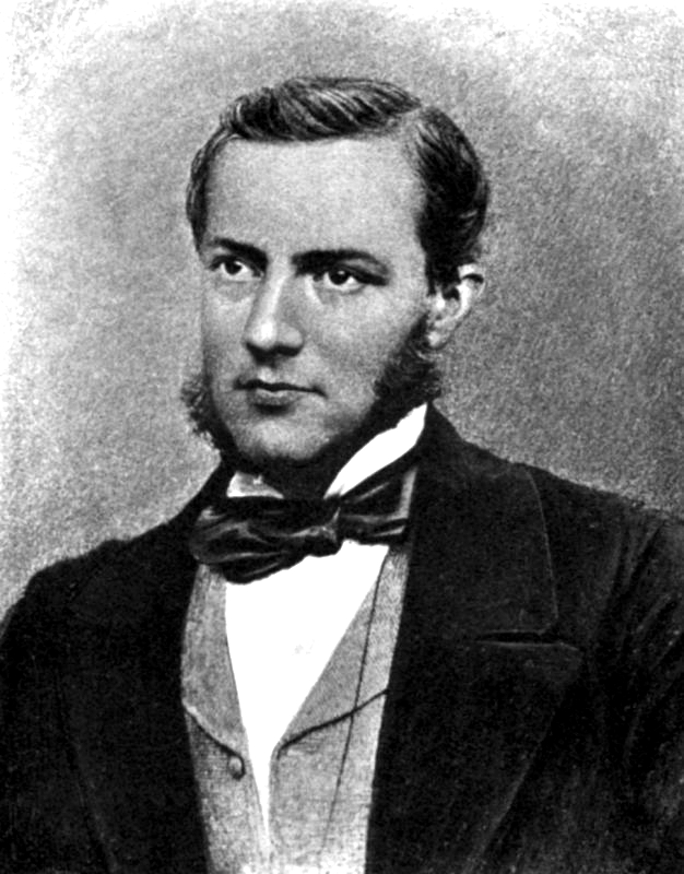
200px O filólogo Max Müller Max Müller introduziu o termo teoria au-au como um termo sarcástico, pois desaprovava essa ideia.

De acordo com as teorias au-au, as primeiras línguas humanas se desenvolveram a partir de onomatopeias, ou seja, imitações de sons naturais.  O termo teoria au-au foi introduzido na literatura de língua inglesa pelo filólogo alemão Max Müller, que criticou essa ideia. 
As teorias au-au foram amplamente desacreditadas como uma explicação para a origem da linguagem. No entanto, algumas teorias contemporâneas sugerem que as habilidades imitativas gerais podem ter desempenhado um papel importante na evolução da linguagem. 
Na tipologia humorística do que ele considerava teorias fantasiosas sobre a origem das línguas, Max Müller contrastou a teoria au-au com a teoria do “pooh-pooh”, que sustenta que a língua original consistia em interjeições; e com a teoria “ding-dong”, que postula que os humanos eram originalmente uma espécie de sino aprimorado capaz de fazer todos os sons. 
No entanto, Müller já foi atraído pela teoria do “ho-hiss”, que sustentava que os grunhidos também eram a origem do canto. 